# Gold Butte National Monument
Het Gold Butte National Monument is een federaal beschermd natuurgebied in Clark County in het uiterste zuidoosten van de Amerikaanse staat Nevada. Het is een op 28 december 2016 door president Barack Obama erkend National Monument.
Gold Butte ligt ten noordoosten van Las Vegas en ten zuiden van Mesquite, het dichtstbijgelegen stadje.  Het gebied beslaat 1.201,7 km² met rotsformaties en zandstenen torens. Gold Butte heeft ook historische artefacten als rotstekeningen en is een belangrijke habitat voor fauna als de bedreigde woestijnschildpad, het dikhoornschaap en de poema. Het natuurmonument wordt beheerd door het Bureau of Land Management. Het gebied sluit in het westen en zuiden aan op de Lake Mead National Recreation Area (die de oevers van Lake Mead beheert) en in het oosten op het Grand Canyon-Parashant National Monument in Arizona.
In het National Monument is extra bescherming voor twee wildernisgebieden. Deze worden beschermd door de Wilderness Act en zijn opgenomen in het National Wilderness Preservation System; Lime Canyon Wilderness en Jumbo Springs Wilderness.

## Referentie
- Officiële website